# Santa Bárbara (Lourinhã)
Santa Bárbara da Marquiteira es una freguesia portuguesa del concelho de Lourinhã, con 7,51 km² de superficie y 1.414 habitantes (2001). Su densidad de población es de 188,3 hab/km².